# Jean d'Arces
Jean d'Arces (Delfinado, c. 1370 - Moûtiers, 12 de diciembre de 1454) fue un eclesiástico francés, participante en el Concilio de Basilea, arzobispo de Tarentaise, cardenal del antipapa Félix V en 1444, confirmado por Nicolás V en 1449.

## Biografía

Armas de los D'Arces.

Nacido en el seno de una familia de la nobleza del Delfinado,
fue prior de Saint-Valentin de Bissy, en Saboya, desde 1415, y preboste de Grand-Saint-Bernard de Montjou, en la diócesis de Sion, desde 1419.

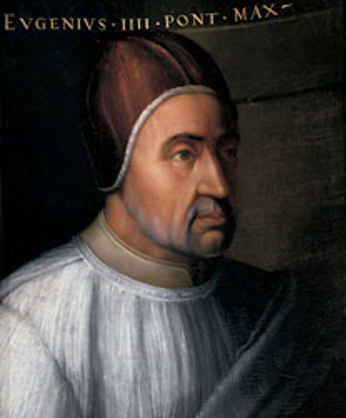
Eugenio IV.

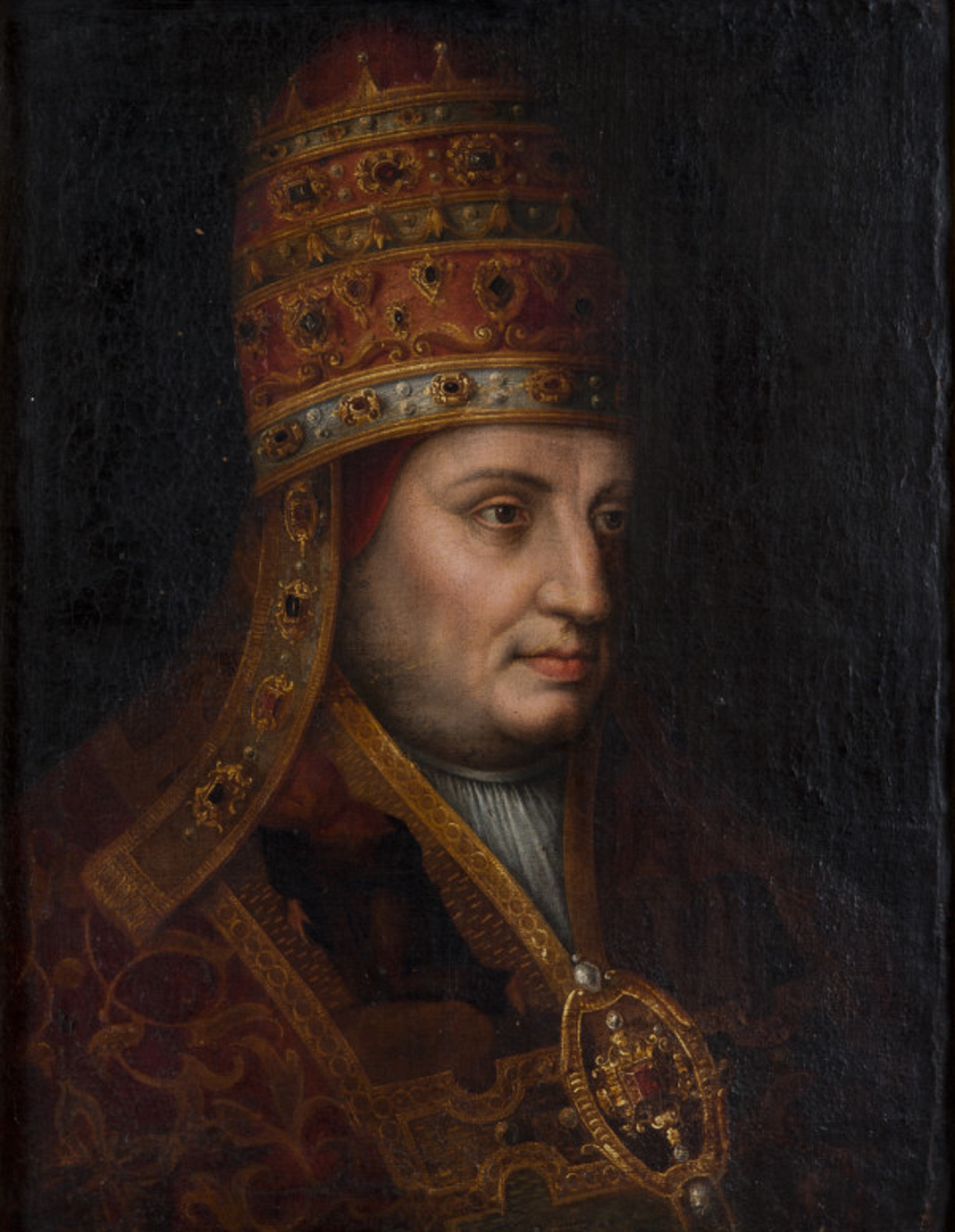
Félix V.

Participaba en el concilio de Basilea cuando en 1438 fue elegido arzobispo de Tarentaise.  El año siguiente fue uno de los conclavistas que eligieron al antipapa Félix V. quien consistorio del 6 de abril de 1444 le creó cardenal del título de SS. Nereo y Achileo

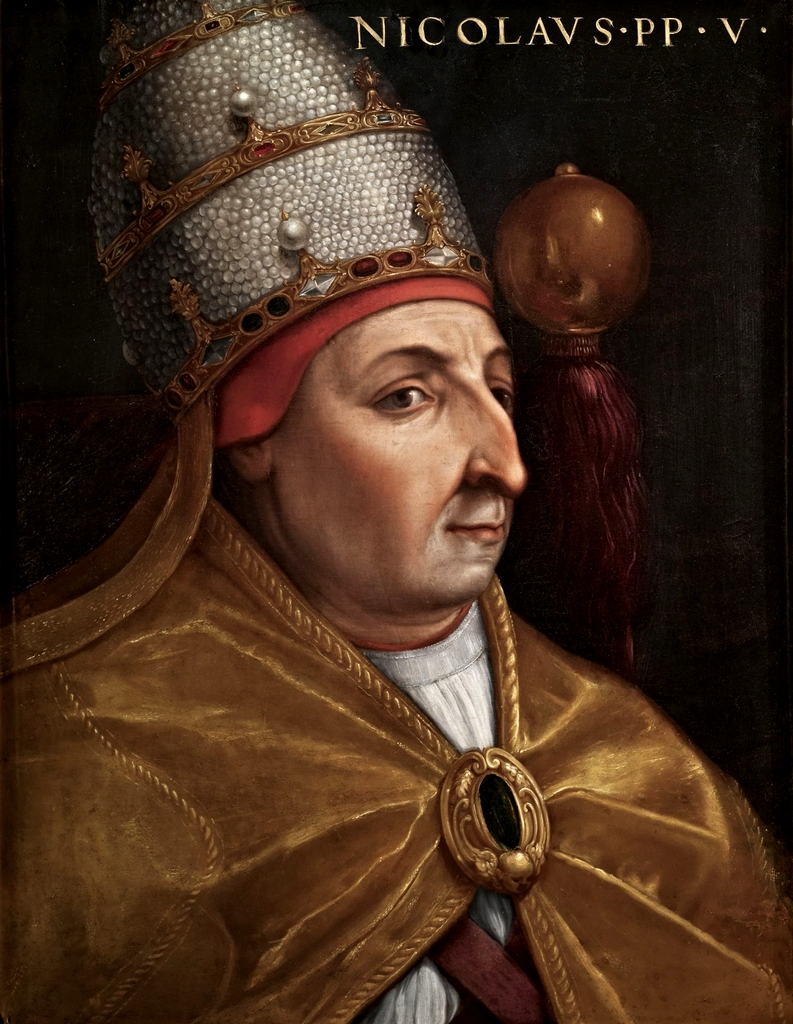
Nicolás V.

Tras la abdicación de Félix V y el final del cisma, el nuevo papa Nicolás V le confirmó en el cardenalato y en el título en el consistorio del 19 de diciembre de 1449. 
Fallecido en 1454, fue sepultado en la Catedral de San Pedro de Moûtiers.